# Heliophanus minutissimus
Heliophanus minutissimus là một loài nhện trong họ Salticidae.
Loài này thuộc chi Heliophanus. Heliophanus minutissimus được Lodovico di Caporiacco miêu tả năm 1941.